# Церква Святого Івана Хрестителя (Єрусалим)
Церква Святого Івана Хрестителя — одна з трьох церков у Ейн-Керем, на заході Єрусалима. Церква Івана Хрестителя побудована на місці будинку його батьків — священника Захарії (з роду Авії) і праведної Єлизавети (з роду Аарона) (Лк. 1:5), там — де народився Іван Хреститель.

## Історія
Сучасна будівля церкви збудована у 1885 році, на місці старої будівлі, яка також була церквою за часів хрестоносців, проте після їх поразки перебудована арабами у караван-сарай. Стара будівля передана монахам францисканцям у 19 столітті, які і збудували нову церкву. Будівля церкви має вбудований в себе селянський будинок, та дві нави орієнтовані на захід. Близько входу до церкви видно мозаїку 5/6 століття з павичами та голубами. Грецький напис на мозаїці: «Вітаємо Тебе мученик Божий». У ніші церкви обрамленій мармуром надпис свідчить «Hic Praecursor Domini natus est» — «Тут народжений предтеча Бога». Картини та образи у церкві розповідають про життя Івана Хрестителя.

## Галерея

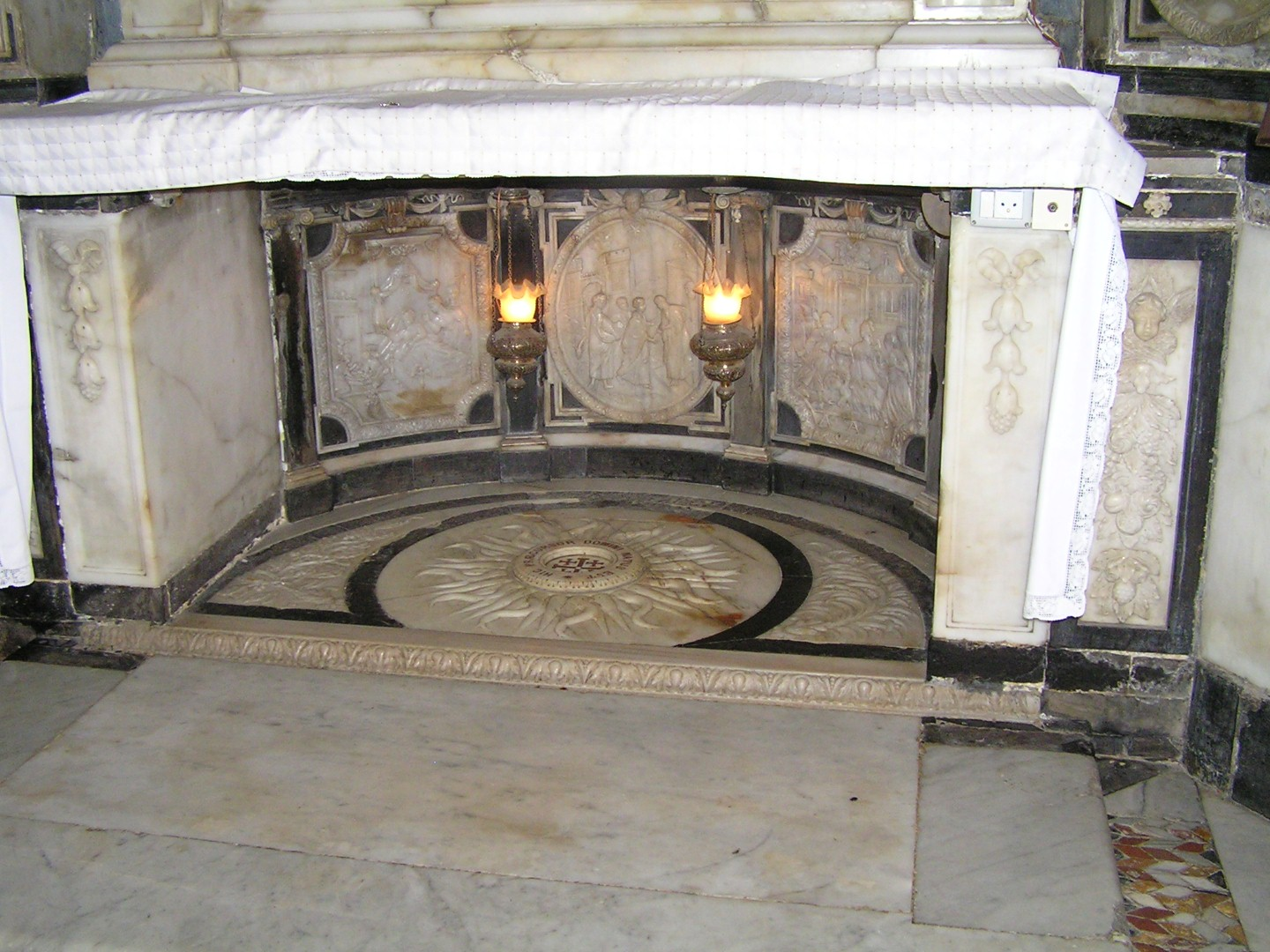
Hic Praecursor Domini natus est
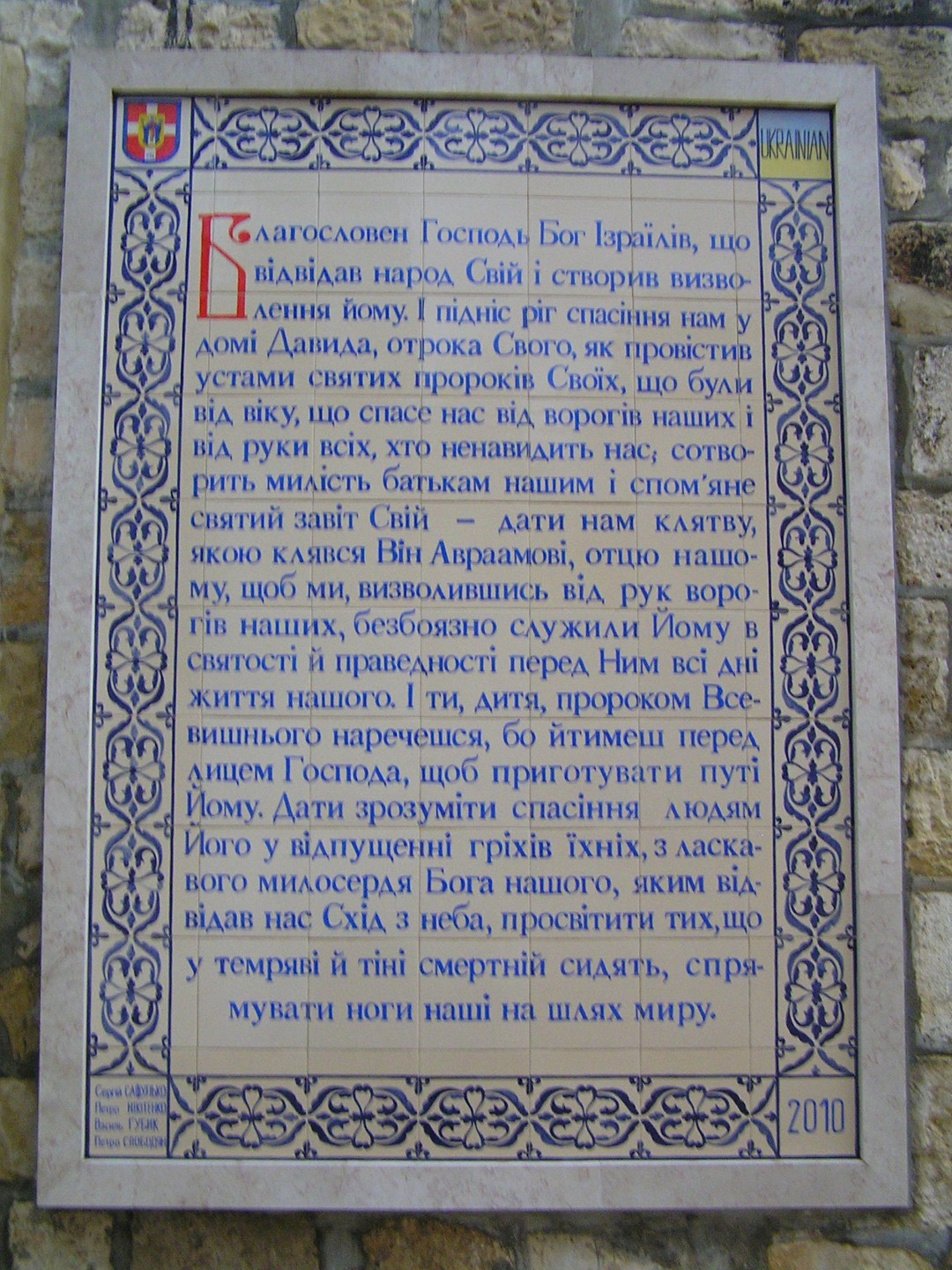
Benedictus - стела українською мовою
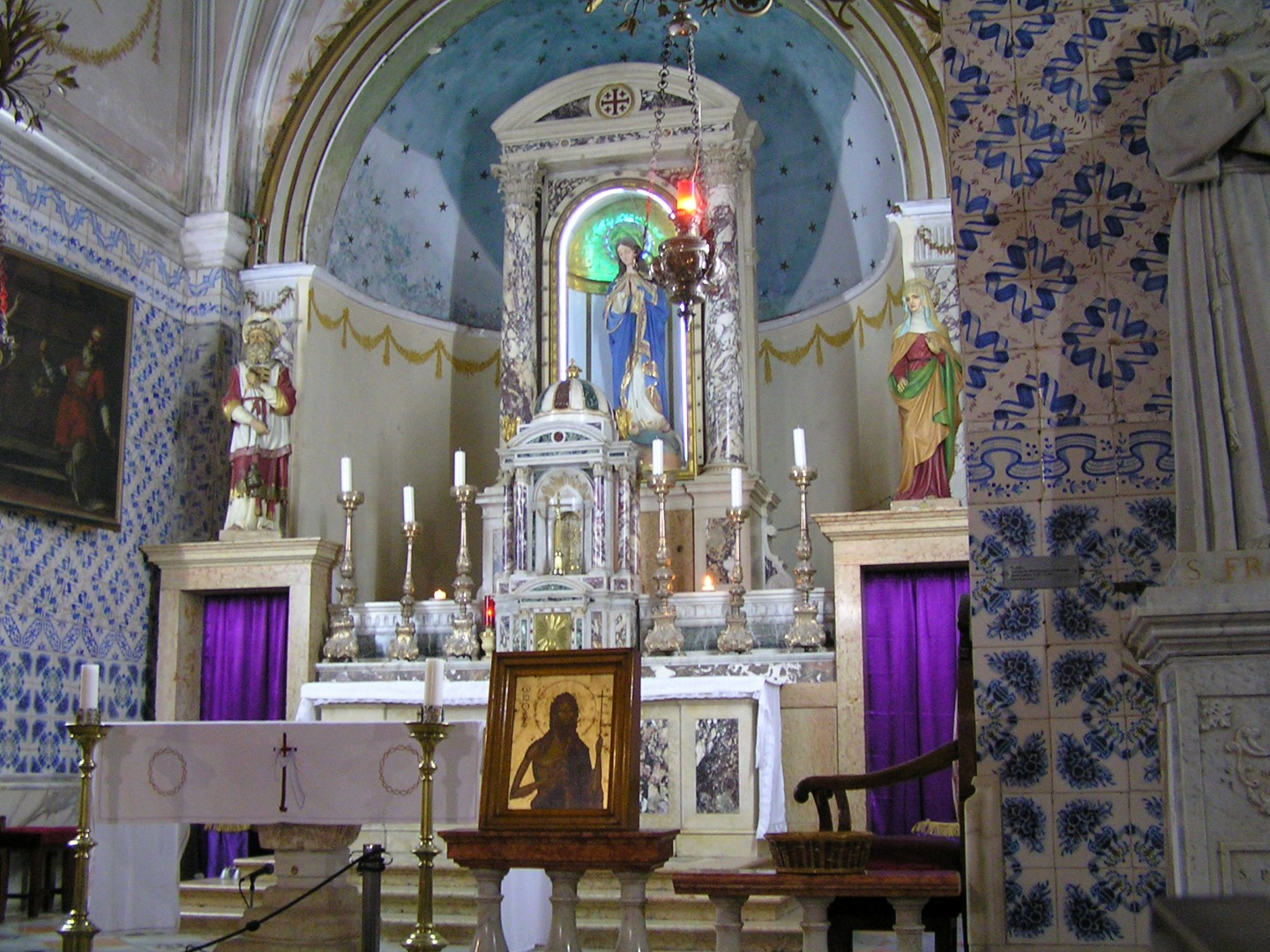
Інтер'єр церкви
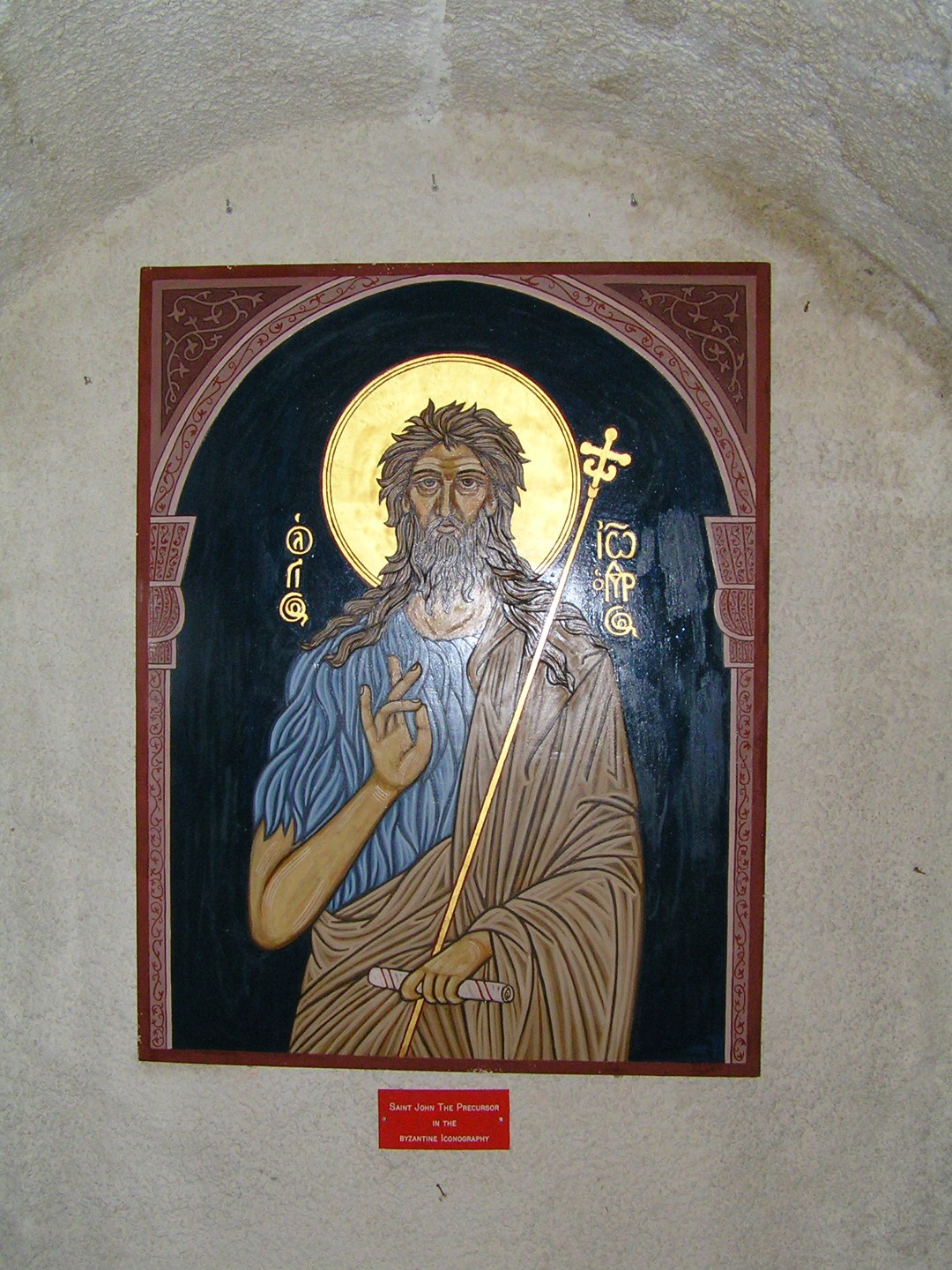
Іван Хреститель
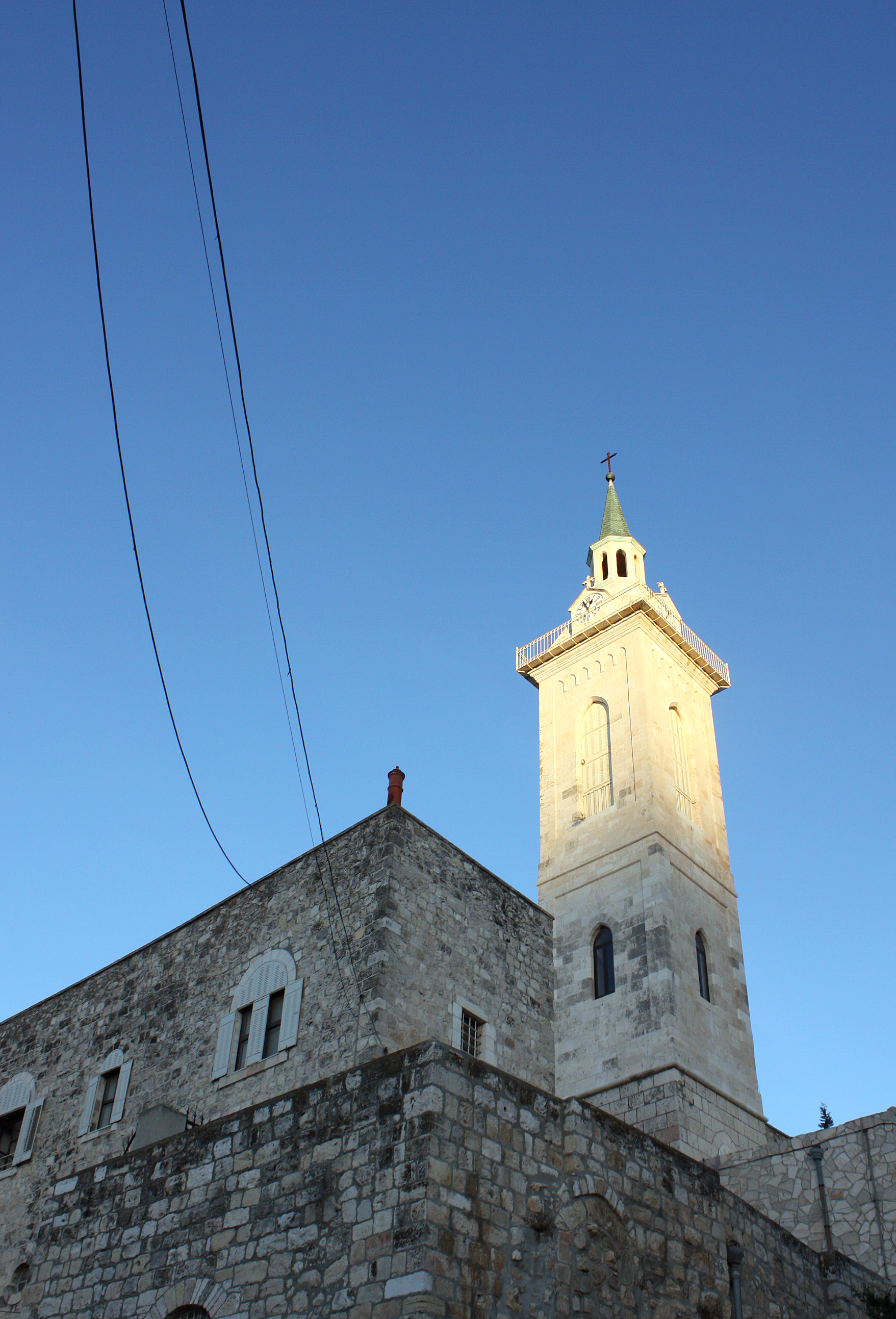
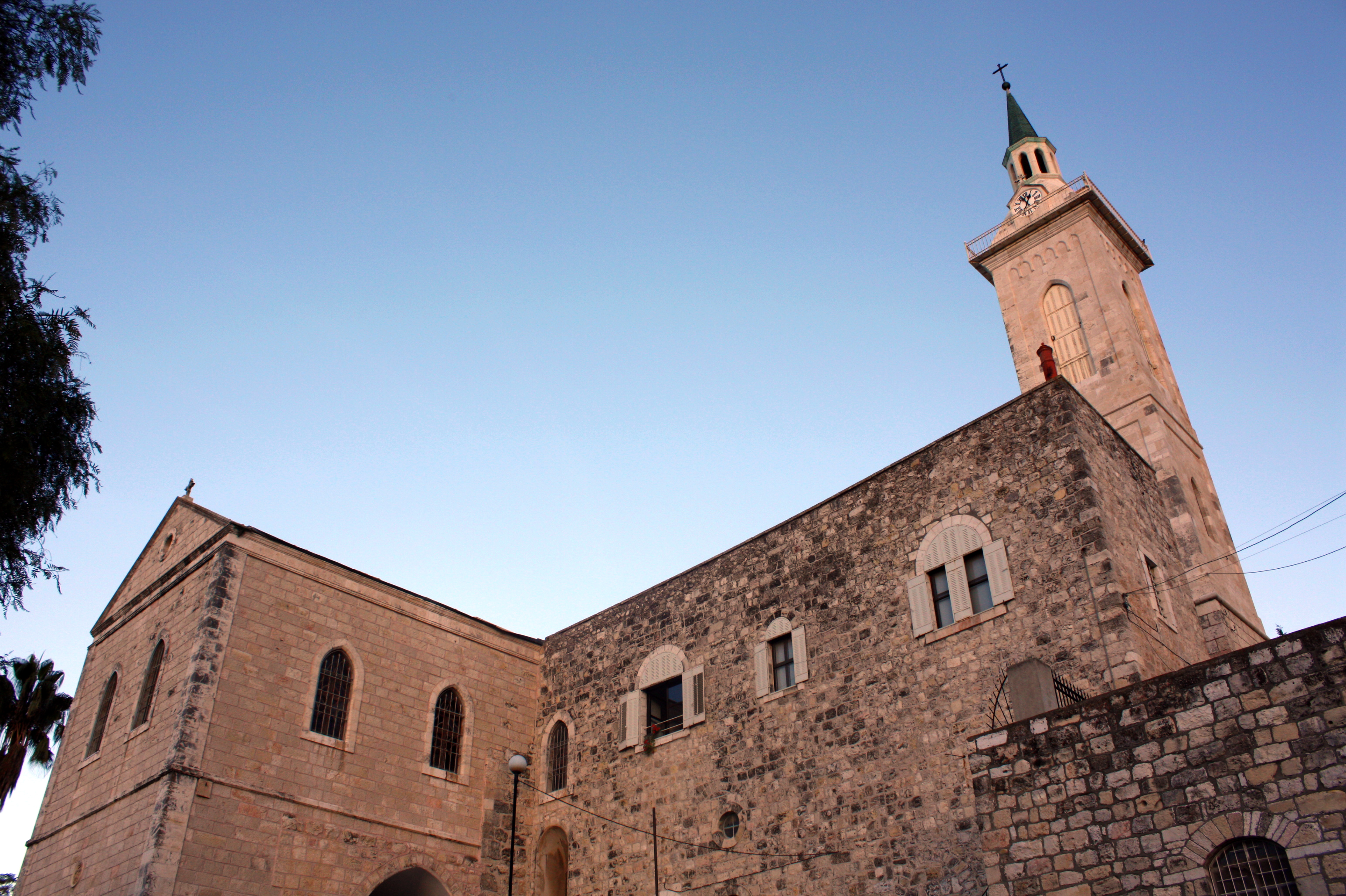